# Itezhitezhi-Damm
Der Itezhitezhi-Damm des Kafue im Kafue-Nationalpark in Sambia ist ein Staudamm aus Erd- und Felsschüttmaterial.

## Nutzung
Der Stausee dient mit seiner Speicherkapazität von 6000 Mio. m³ dem kontinuierlichen Zufluss zur 450 Flusskilometer und 230 km Luftlinie flussabwärts liegenden Kafue-Talsperre.
Die Stromerzeugung soll ab dem Jahre 2008 auf 120 MW ausgebaut werden.

## Kafueauen
Im Kafue-Nationalpark ist der Itezhitezhi-Stausee ein beliebtes Touristenziel. Der Ort Itezhi Tezhi liegt nordöstlich des Dammes. Hier beginnen die Kafueauen, die bis zur Stadt Kafue reichen.
Für die Fischerei wird ein konstanter Wasserspiegel gehalten und für die Weidewirtschaft werden periodisch die zwischen den beiden Stauseen liegenden Kafue-Auen überflutet. Vor dem Dammbau verwandelte sich die Kafueaue mit Umland in der Regenzeit in einen 5000 km² großen Binnensee. Das findet heute nicht mehr statt. Der Damm und die Lukangasümpfe halten das Wasser der Regenzeit komplett auf.